# NGC 2796
NGC 2796 est une vaste galaxie spirale située dans la constellation du Cancer. NGC 2796 a été découverte par l'astronome germano-britannique William Herschel en 1785.

## Caractéristiques
Sa vitesse par rapport au fond diffus cosmologique est de 7 202 ± 18 km/s, ce qui correspond à une distance de Hubble de 106,2 ± 7,4 Mpc (∼346 millions d'al).
La classe de luminosité de NGC 2796 est I et c'est aussi une galaxie active.